# Фания Мързенска
Фания (Фана) Мързенска е българска просветна деятелка от Македония.

## Биография
Родена е в Прилеп, тогава в Османската империя. Завършва Солунската българска девическа гимназия в 1901 година (XI випуск).
През учебната 1902/1903 година е учителка в Леринското българско девическо училище. През 1911/1912 учебна година е учителка в Скопското българско петкласно девическо училище.